# Dorika adamsoni
Dorika adamsoni är en fjärilsart som beskrevs av Elliot C.G. Pinhey 1955. Dorika adamsoni ingår i släktet Dorika och familjen nattflyn. Inga underarter finns listade i Catalogue of Life.